# توپولف تو-۱۴۳
توپولف تو-۱۴۳ (به انگلیسی: Tupolev Tu-143) یک هواگرد ساختِ کارخانهٔ توپولف در کشور اتحاد جماهیر سوسیالیستی شوروی است که در سال ۱۹۷۰–۱۹۸۹ ساخته شد. نخستین استفاده‌کنندهٔ این هواپیما اتحاد جماهیر سوسیالیستی شوروی بوده‌است. این هواگرد برای نخستین بار در ۱۹۷۰ میلادی مورد استفاده قرار گرفت.